# Валеев, Мухаматнур Мухамадулович
Мухаматнур Мухамадулович Валеев (14 января 1938 — 6 июля 2015) — советский и российский хозяйственный деятель, генеральный директор ООО «Баштрансгаз» (1978—2002), заслуженный работник нефтяной и газовой промышленности Российской Федерации (1996).

## Биография
Родился в поселке Красный Ключ Нуримановского района БАССР.
В 1962 году окончил Уфимский нефтяной институт, в 1985 − Академию народного хозяйства при Совете Министров СССР.
С 1962 года прошел все ступени карьеры: работал оператором, старшим мастером, инженером КИПиА и релейной защиты, старшим инженером, начальником службы КИПиА, главным инженером «Уралтрансгаз», директором ПО «Баштрансгаз», начальником Башкирского управления «Уралтрансгаз», генеральным директором ООО «Баштрансгаз» ОАО «Газпром», то есть в течение всей жизни работал в объединении «Баштрансгаз».
Руководил предприятием почти четверть века, до апреля 2002 года, после чего вышел на пенсию.
Избирался депутатом Государственного Собрания Курултая Республики Башкоторстан 1-го и 2-го созывов (1995—2003 гг.).

## Награды и звания
- Орден Трудового Красного Знамени
- Заслуженный работник нефтяной и газовой промышленности Российской Федерации
- Медаль «За доблестный труд»
- Медаль «В память 850-летия Москвы»
- Заслуженный строитель Республики Башкортостан
- Заслуженный работник Минтопэнерго РФ
- Почетный работник газовой промышленности
- Отличник народного образования РСФСР
- Отличник народного образования Республики Башкортостан
- Почетный гражданин Хайбуллинского района
- Почетный гражданин Нуримановского района
- академик Петровской академии наук и искусств
- мастер спорта СССР по боксу (1961)